# Carlo Pisacane

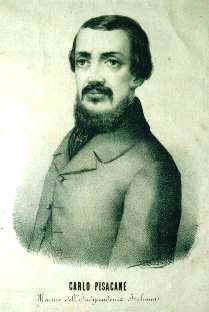
Carlo Pisacane.

Carlo Pisacane (Nápoles, 22 de agosto de 1818 - Sanza, 2 de julho de 1857) foi um patriota e revolucionário italiano. Participou ativamente na companha da República Romana, ele é famoso especialmente pelo desembarque de Ponza, uma  tentativa de revolta mal sucedida contra o Reino de Nápoles.

## Biografia
Nascido em uma família aristocrática, filho de Gennaro Pisacane, Duque de San Giovanni, e Nicoletta Basile de Luca. Aos doze anos entrou na escola militar de "San Giovanni a Carbonara". 
Dois anos depois foi para a escola militar "Nunziatella". Seu irmão Filippo também estudava nessa escola tornando-se um tenente do regimento "Hussardo", permanecendo fiel ao seu rei.
Pisacane completou os estudos na adolescência com uma personalidade confusa, porém idealista e visionário, tanto de ser considerado por alguns estudiosos como um dos primeiros defensores da utopia igualitária socialista. Em 1839 foi nomeado alferes ou porta-estandarte do V Regimento Bourbon. 
Quando Giuseppe Mazzini, organizou uma expedição para provocar uma revolta no Reino de Nápoles, Pisacane ofereceu-se para a tarefa, e partiu de Gênova com alguns seguidores (incluindo Giovanni Nicotera) a bordo do vapor Cagliari em 25 de junho de 1857.
Eles desembarcaram na ilha de Ponza, onde os guardas foram dominados e algumas centenas de prisioneiros libertados, e em 28 do mesmo mês chegaram a Sapri na Campania de onde tentaram chegar ao Cilento, mas os invasores foram rapidamente dominados em Padula, e Pisacane foi brutalmente apunhalado com uma faca, e em seguida morto em Sanza por moradores irritados que não o reconheceram.
Hoje, a cidade de Sanza tem uma festa anual no dia de sua morte, conhecido como dia de Carlo Pisacane onde se comemorar sua morte. No local existe também uma estátua comemorativa.
Pisacane é considerado um pioneiro defensor da propaganda pela ação, argumentando que "as ideias brotam obras e não o contrário ... O uso da baioneta em Milão produziu uma propaganda mais eficaz do que mil livros".
Durante o período histórico conhecido como Risorgimento, Pisacane representou a extrema esquerda e como um seguidor do filósofo francês Pierre-Joseph Proudhon que introduziu o Anarquismo na Itália. Seus ensaios, intitulados "Saggi e Testamento Político", foram publicados postumamente na França. Ele era ateu.